# Asociación de Fútbol No Amateur de Morona Santiago
La Asociación de Fútbol No Amateur de Morona Santiago es un subdivisión de la Federación Deportiva de Morona Santiago en el Ecuador. Funciona como asociación de equipos de fútbol dentro de la Provincia de Morona Santiago. Bajo las siglas AFNAMS, esta agrupación está afiliada a la Federación Ecuatoriana de Fútbol.
La AFNAMS incluye los siguientes equipos:

## Clubes Afiliado
| 1 | Sangay Fútbol Club      | Macas |
| 2 | Liga de Macas           | Macas |
| 3 | Club Super Deport Sucua | Sucúa |